# Chrysilla kolosvaryi
Chrysilla kolosvaryi là một loài nhện trong họ Salticidae.
Loài này thuộc chi Chrysilla. Chrysilla kolosvaryi được Lodovico di Caporiacco miêu tả năm 1947.